# Mordet på Wisby Hotell

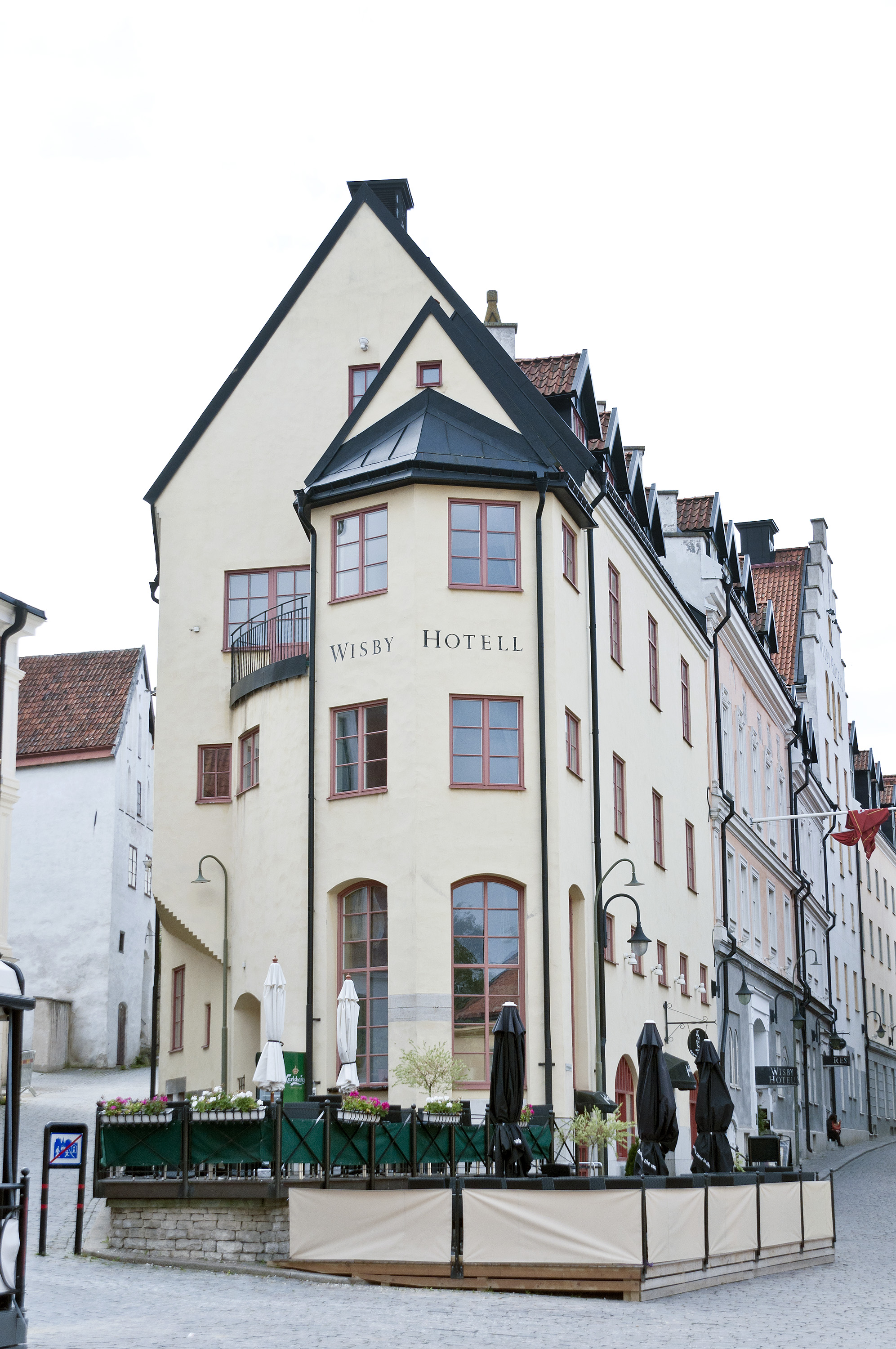
Wisby hotell.

Mordet på Wisby hotell inträffade i Visby på Gotland natten till den 12 december 1996 då receptionisten på Wisby hotell överfölls av en eller flera rånare och mördades brutalt med en bultsax. Hon hade utsatts för mycket grovt våld mot huvudet. Trots att utredarna har gått igenom mängder med material och tusentals förhör har hållits är mordet fortfarande ouppklarat.

## Mordet och utredningen
Dagen före Lucia den 12 december 1996 hittades 46-åriga Christina Olofsson, som arbetade som nattportier på Wisby hotell, brutalt mördad. Vid tretiden på natten sågs hon för sista gången av en hotellgäst. Klockan 05.55 hittades Olofsson och polisen larmades. Under dagen arbetade 15 polismän med fallet och förhörde samtliga av de runt 60 gäster som då bodde på hotellet, samtidigt som kontrollen vid flyg och färjor skärptes. Offret hade överraskat en inbrottstjuv i färd med att stjäla hotellets handkassa och blivit överfallen. Kvinnan hade arbetat ensam då hon mötte sin mördare någon gång mellan klockan 03.16 och 05.45 på natten. Kroppen hade hittats utanför ett kontorsrum i hotellets personaldel och bredvid kroppen hittades bultsaxen som hade använts som mordvapen. Offret hade också utsatts för våld mot ögonen. Färska brytmärken påträffades på dörren till kontorsutrymmet medan dörren var öppen och utan brytmärken till ett intilliggande rum med kassaskåp. Mördaren hade tagit hotellkassan på cirka 13 000 kronor och försvunnit.
Visbypolisen leder utredningen och har i omgångar haft förstärkning av experter från Rikskriminalpolisen. Länge hade man bara en sko, av märket Reebok Ex-O-Fit High, som enda spår. men under åren som gått har mängder med material samlats in. Ett högintressant spår genom åren har varit ett högt ljud under mordnatten, förmodligen en gammal Volvo, som vittnen hört köra runt i innerstaden med trasig ljuddämpare.
Man har länge arbetat efter misstanken att offret kände till mördaren och att det var därför hon slogs ihjäl. Utredarna har också trott att det kan ha varit mer än en mördare och att någon av dem kan tidigare varit anställd på hotellet på grund av att minst en av dem hade, enligt utredare, "mycket god lokalkännedom".
Den 27 november 2002 greps en 27-årig man, en före detta anställd med kriminellt förflutet, misstänkt för inblandning men släpptes senare då bevis saknas och åklagaren kunde inte binda honom till brottet. Hösten 2008 togs utredningen upp på nytt av en grupp på fyra utredare under ledning av kriminalinspektör Roger Björkander. De hade delvis på heltid gått igenom materialet igen, som bland annat omfattade hundratals förhör och en rad spår som säkrats på mordplatsen.
Den 3 februari 2018 offentliggjorde stockholmspolisens specialgrupp/"kalla-fall- grupp" att de påbörjat DNA-topsning av nya misstänkta. I förhör på senare tid har det framkommit information som lett till de misstankar som nu riktas mot de personer som kallats till förhör och topsning. Enligt uppgifter till media från polisen finns det mycket goda chanser att finna gärningsmannen.

## Media
Fallet togs upp i programmet Efterlyst i TV3 år 1997 och 2002 vilket gav många nya spår. År 2005 togs det upp i TV-serien Cold Case Sverige i TV4. Kriminologen Leif G.W. Persson tog fram en gärningsmannaprofil i november 2002 i samband att fallet togs upp i Efterlyst och Persson menade att gärningsmannen kände mycket väl till hotellets rutiner och lokaler och hade akuta ekonomiska problem. Den 7 december 2010 togs fallet upp i Veckans brott i SVT. Podden Kalla fall gjorde 8 avsnitt om fallet under våren och hösten 2023.